# نیروهای سونیک
سونیک فورسز یا نیرو‌های سونیک (به انگلیسی: Sonic Forces) یک بازی ویدئویی در سبک پرشی می‌باشد که توسط سونیک تیم توسعه‌یافته و به‌وسیلهٔ شرکت سگا در تاریخ ۷ نوامبر ۲۰۱۷ و در پلت‌فرم‌های نینتندو سوئیچ، پلی‌استیشن ۴، اکس‌باکس وان و مایکروسافت ویندوز منتشر شد. و نسخه متفاوت اندروید هم در دسترس کارکنان قرار گرفت. این بازی در کل نمره‌ها و نقدهای متوسطی را از سوی کاربران و منتقدان دریافت کرد.